# Роллинг-Хилс (Вайоминг)
Роллинг-Хилс (англ. Rolling Hills, Wyoming) — город, расположенный в округе Конверс (штат Вайоминг, США) с населением в 449 человек по статистическим данным переписи 2000 года.

## География
По данным Бюро переписи населения США город Роллинг-Хилс имеет общую площадь в 1,81 квадратных километров, водных ресурсов в черте населённого пункта не имеется.
Город Роллинг-Хилс расположен на высоте 1632 метров над уровнем моря.

## Демография
По данным переписи населения 2000 года в Роллинг-Хилсе проживало 449 человек, 115 семей, насчитывалось 135 домашних хозяйств и 143 жилых дома. Средняя плотность населения составляла около 245 человек на один квадратный километр. Расовый состав Роллинг-Хилса по данным переписи распределился следующим образом: 96,66 % белых, 0,45 % — коренных американцев, 0,67 % — азиатов, 1,78 % — представителей смешанных рас, 0,22 % — других народностей. Испаноговорящие составили 2,90 % от всех жителей города.
Из 135 домашних хозяйств в 52,6 % — воспитывали детей в возрасте до 18 лет, 76,3 % представляли собой совместно проживающие супружеские пары, в 5,9 % семей женщины проживали без мужей, 14,8 % не имели семей. 6,7 % от общего числа семей на момент переписи жили самостоятельно, при этом 0,7 % составили одинокие пожилые люди в возрасте 65 лет и старше. Средний размер домашнего хозяйства составил 3,33 человек, а средний размер семьи — 3,57 человек.
Население города по возрастному диапазону по данным переписи 2000 года распределилось следующим образом: 35,9 % — жители младше 18 лет, 8,2 % — между 18 и 24 годами, 30,3 % — от 25 до 44 лет, 22,9 % — от 45 до 64 лет и 2,7 % — в возрасте 65 лет и старше. Средний возраст жителей составил 31 год. На каждые 100 женщин в Роллинг-Хилсе приходилось 103,2 мужчин, при этом на каждые сто женщин 18 лет и старше приходилось 107,2 мужчин также старше 18 лет.
Средний доход на одно домашнее хозяйство в городе составил 50 625 долларов США, а средний доход на одну семью — 47 917 долларов. При этом мужчины имели средний доход в 39 250 долларов США в год против 21 250 долларов среднегодового дохода у женщин. Доход на душу населения в городе составил 21 767 долларов в год. 1,6 % от всего числа семей в округе и 3,5 % от всей численности населения находилось на момент переписи населения за чертой бедности, при этом 3,8 % из них были моложе 18 лет.